# 勝利打点
勝利打点（しょうりだてん）は、野球の試合において勝利チームが最後に勝ち越した時に記録した打点のことである。2024年現在、公認野球規則には勝利打点の定義および記載はない。

## 概要
最後に勝ち越した時に記録した得点を得た時に安打・四球・死球・スクイズプレイ・犠牲フライ・凡打など、打者に打点が記録されれば、その打者に対して勝利打点を記録する。一方、得点がボーク・失策・本盗・併殺打など、打者に打点が記録されないものであった場合には記録されず、その試合の勝利打点は「なし」となる。
日本プロ野球では1981年からセ・パ両リーグの公式記録として勝利打点が取り入れられ、最多勝利打点（さいたしょうりだてん）の表彰項目が作られた。しかし、試合の流れによっては、必ずしも勝利打点がその試合の勝利にとって最も効果的な得点とはいえないケースもあり、評価の基準に曖昧な点が発生することから、1988年を最後に、公式記録としても表彰記録としても廃止された。なお、セ・リーグは公式記録から外れた後も独自に勝利打点を記録して特別賞として最多勝利打点を表彰していたが、それも2000年限りで廃止された。
なお、連盟表彰から外れた現在でも、一部のスポーツ紙においては独自に勝利打点記録者が記載されており、勝利打点にこだわる野球関係者からすれば今でも同賞に価値があることを認めている人間もいる。

## 年度別最多勝利打点
| 年度 | セントラル・リーグ | セントラル・リーグ | セントラル・リーグ | パシフィック・リーグ | パシフィック・リーグ | パシフィック・リーグ |
| 年度 | 選手名             | 所属球団           | 勝利打点           | 選手名               | 所属球団             | 勝利打点             |
| ---- | ------------------ | ------------------ | ------------------ | -------------------- | -------------------- | -------------------- |
| 1981 | 佐野仙好           | 阪神タイガース     | 15                 | T.ソレイタ           | 日本ハムファイターズ | 17                   |
| 1982 | 原辰徳             | 読売ジャイアンツ   | 14                 | 落合博満             | ロッテオリオンズ     | 13                   |
| 1983 | 原辰徳             | 読売ジャイアンツ   | 20                 | スティーブ.O         | 西武ライオンズ       | 16                   |
| 1984 | W.クロマティ       | 読売ジャイアンツ   | 14                 | ブーマー.W           | 阪急ブレーブス       | 21                   |
| 1985 | R.バース           | 阪神タイガース     | 22                 | 秋山幸二             | 西武ライオンズ       | 12                   |
| 1985 | R.バース           | 阪神タイガース     | 22                 | 落合博満             | ロッテオリオンズ     | 12                   |
| 1985 | R.バース           | 阪神タイガース     | 22                 | R.デービス           | 近鉄バファローズ     | 12                   |
| 1985 | R.バース           | 阪神タイガース     | 22                 | 古屋英夫             | 日本ハムファイターズ | 12                   |
| 1986 | W.クロマティ       | 読売ジャイアンツ   | 18                 | P.パットナム         | 日本ハムファイターズ | 17                   |
| 1987 | 小早川毅彦         | 広島東洋カープ     | 16                 | 秋山幸二             | 西武ライオンズ       | 18                   |
| 1988 | 落合博満           | 中日ドラゴンズ     | 19                 | 清原和博             | 西武ライオンズ       | 15                   |

### セ・リーグ特別賞
| 年度 | 選手名         | 所属球団           | 勝利打点 |
| ---- | -------------- | ------------------ | -------- |
| 1989 | 落合博満       | 中日ドラゴンズ     | 19       |
| 1990 | 広沢克己       | ヤクルトスワローズ | 15       |
| 1991 | J.パチョレック | 横浜大洋ホエールズ | 14       |
| 1992 | 広沢克己       | ヤクルトスワローズ | 14       |
| 1992 | J.パチョレック | 阪神タイガース     | 14       |
| 1993 | 落合博満       | 中日ドラゴンズ     | 15       |
| 1994 | R.ローズ       | 横浜ベイスターズ   | 19       |
| 1995 | T.オマリー     | ヤクルトスワローズ | 16       |
| 1996 | T.オマリー     | ヤクルトスワローズ | 14       |
| 1997 | 鈴木尚典       | 横浜ベイスターズ   | 17       |
| 1998 | 山崎武司       | 中日ドラゴンズ     | 16       |
| 1999 | R.ペタジーニ   | ヤクルトスワローズ | 17       |
| 2000 | 江藤智         | 読売ジャイアンツ   | 14       |
| 2000 | 鈴木尚典       | 横浜ベイスターズ   | 14       |